# Cubbon Park
Cubbon Park är en park i Indien.   Den ligger i staden Bangalore i delstaten Karnataka, i den södra delen av landet, 1 700 km söder om huvudstaden New Delhi. Cubbon Park ligger 916 meter över havet. Arean är 1,2 kvadratkilometer.